# Ludwik Sokołowski

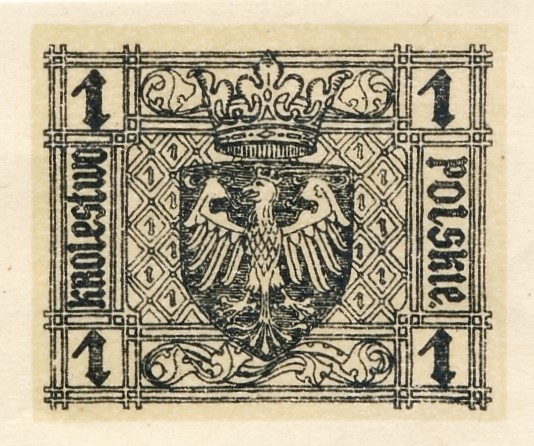
Projekt znaczka pocztowego autorstwa Ludwika Sokołowskiego, 1917

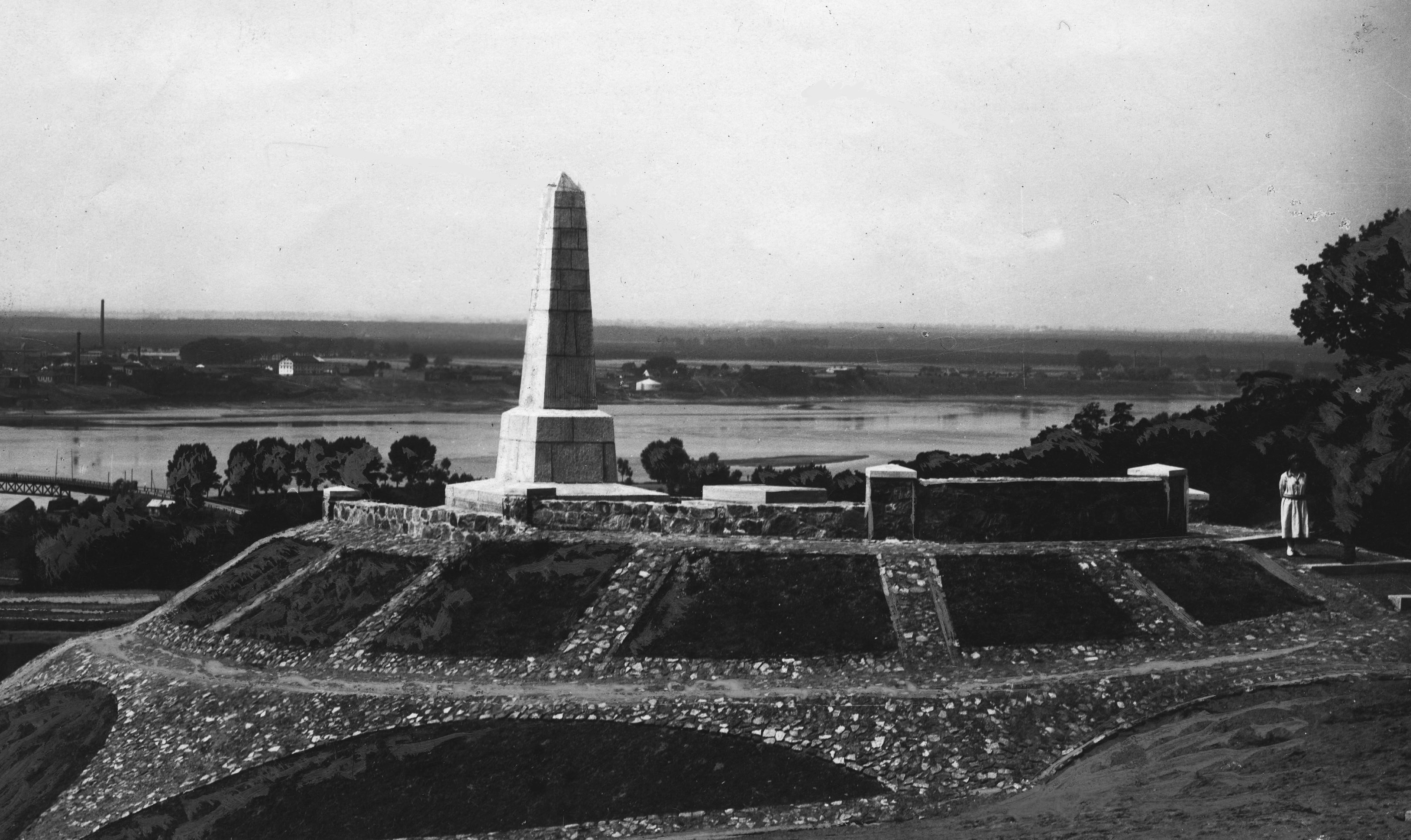
Pomnik Poległych Obrońców Wisły 1920 – proj. Ludwik Sokołowski, fot. 1922

Ludwik Sokołowski (ur. 24 maja 1882 w Sieradzu, zm. 7 czerwca 1936 w Wilnie) – polski inżynier architekt, grafik i nauczyciel akademicki.

## Życiorys
W 1900 ukończył Męskie Gimnazjum Klasyczne w Kaliszu. Następnie podjął studia na Wydziale Architektury Politechniki Lwowskiej. Od 1904 pogłębiał wykształcenie w architektonicznej klasie mistrzowskiej Friedricha Ohmanna (Meisterschule für Architektur) w wiedeńskiej Akademii Sztuk Pięknych. Ukończył ją z wyróżnieniem (Spezialschulpreis).
Po powrocie do Lwowa otrzymał zatrudnienie na Politechnice Lwowskiej, na której w latach 1910–1914 był asystentem. Ponadto niemal od razu przystąpił do Towarzystwa Politechnicznego.
Wybuch I wojny światowej skłonił go do wstąpienia do Legionów Polskich. Został żołnierzem I Brygady, w której szeregach przeszedł szlak bojowy. Po zwolnieniu z wojska zamieszkał w Warszawie. Od 1917 był członkiem Koła Architektów Stowarzyszenia Techników oraz nauczycielem w Warszawskiej Szkole Technicznej i na kursach przy Muzeum Przemysłu i Rolnictwa. W 1917 wziął także udział w Konkursie na Marki Pocztowe Królestwa Polskiego. Zorganizowało go Warszawskie Towarzystwo Artystyczne, które uzyskało prawo do zakupienia wybranych prac i wykorzystania ich do wydania znaczków pocztowych zaraz po odzyskaniu niepodległości przez Polskę. Mimo że zgłosił na konkurs kilka swoich projektów, żaden nie został wybrany do późniejszej emisji. Od 1918 do 1920 pracował w Ministerstwie Robót Publicznych. W 1920 kolejny raz ochotniczo wstąpił do Wojska Polskiego i walczył w wojnie polsko-bolszewickiej.
W 1921 zamieszkał w Wilnie, gdzie objął katedrę architektury na Wydziale Sztuki Uniwersytetu Stefana Batorego. Rok później otrzymał tytuł profesora nadzwyczajnego. W tym samym 1922 wszedł w skład komitetu założycielskiego pisma branżowego „Architektura i Budownictwo”.
Należał do Stowarzyszenia Architektów Rzeczypospolitej Polskiej (SARP). Był członkiem Oddziału Wileńskiego, w którym najpierw sprawował funkcję wiceprezesa, a od 1932 – prezesa. Ponadto zasiadał w radzie miejskiej Wilna.
Nie założył własnej rodziny. Po śmierci spoczął na wileńskim cmentarzu Na Rossie (sektor 2, miejsce 028), pochowany 10 czerwca 1936.

## Dokonania
- Pomnik Poległych Obrońców Wisły 1920 (1922)
- Gmach państwowej Szkoły Technicznej w Wilnie przy ul. Holendernia (1925)[8]

### Konkursy
- Projekt domu Dyrekcji Kolei we Lwowie (1911) – współautorzy: Alfred Zachariewicz, Stanisław Piotrowski, Stanisław Fertner (II nagroda)
- Projekt odnowy kościoła św. Anny we Lwowie (1912) – III nagroda
- Projekt gmachu Kasy Oszczędności w Sanoku (1912) – III nagroda równorzędna
- Projekty marek pocztowych Królestwa Polskiego (1918)[5][6]
- Projekt Dworca Centralnego w Warszawie (1921)[2]

## Odznaczenia
- Medal Niepodległości (1938) – pośmiertnie[1]